# Weiboldshausen
Weiboldshausen (mundartlich Hausen) ist ein Gemeindeteil der Gemeinde Höttingen im Landkreis Weißenburg-Gunzenhausen (Mittelfranken, Bayern). Die Gemarkung Weiboldshausen liegt teils auf dem Gemeindegebiet von Höttingen, teils auf dem Gemeindegebiet von Weißenburg. Sie hat eine Fläche von 5,474 km² und ist in 1021 Flurstücke aufgeteilt, die eine durchschnittliche Flurstücksfläche von 5361,80 m² haben. In ihr liegen neben dem namensgebenden Ort die Gemeindeteile Hagenbuch und Höttingen (zum Teil).

## Geographische Lage und Verkehr

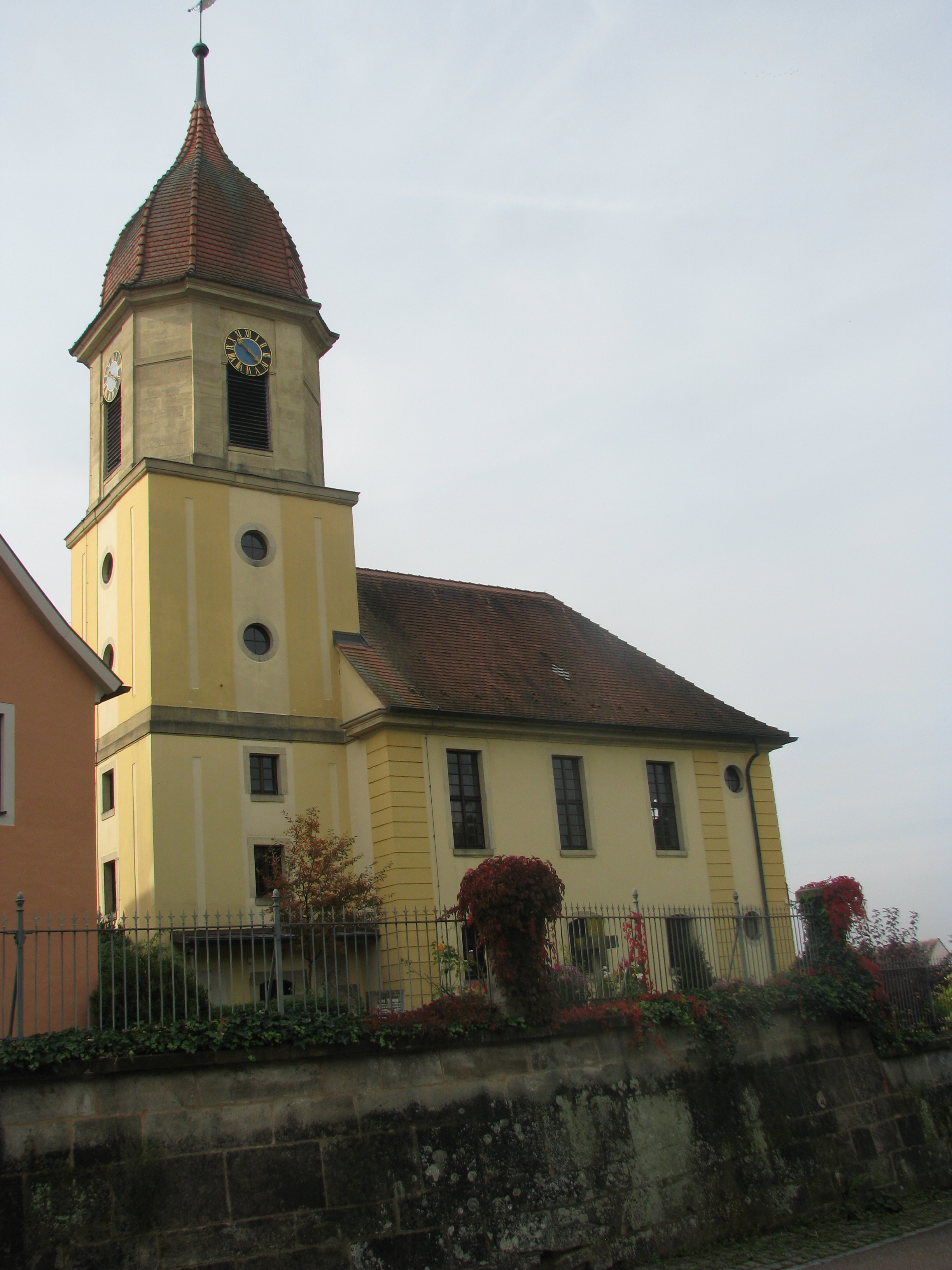
Evangelische Pfarrkirche St. Nicolai

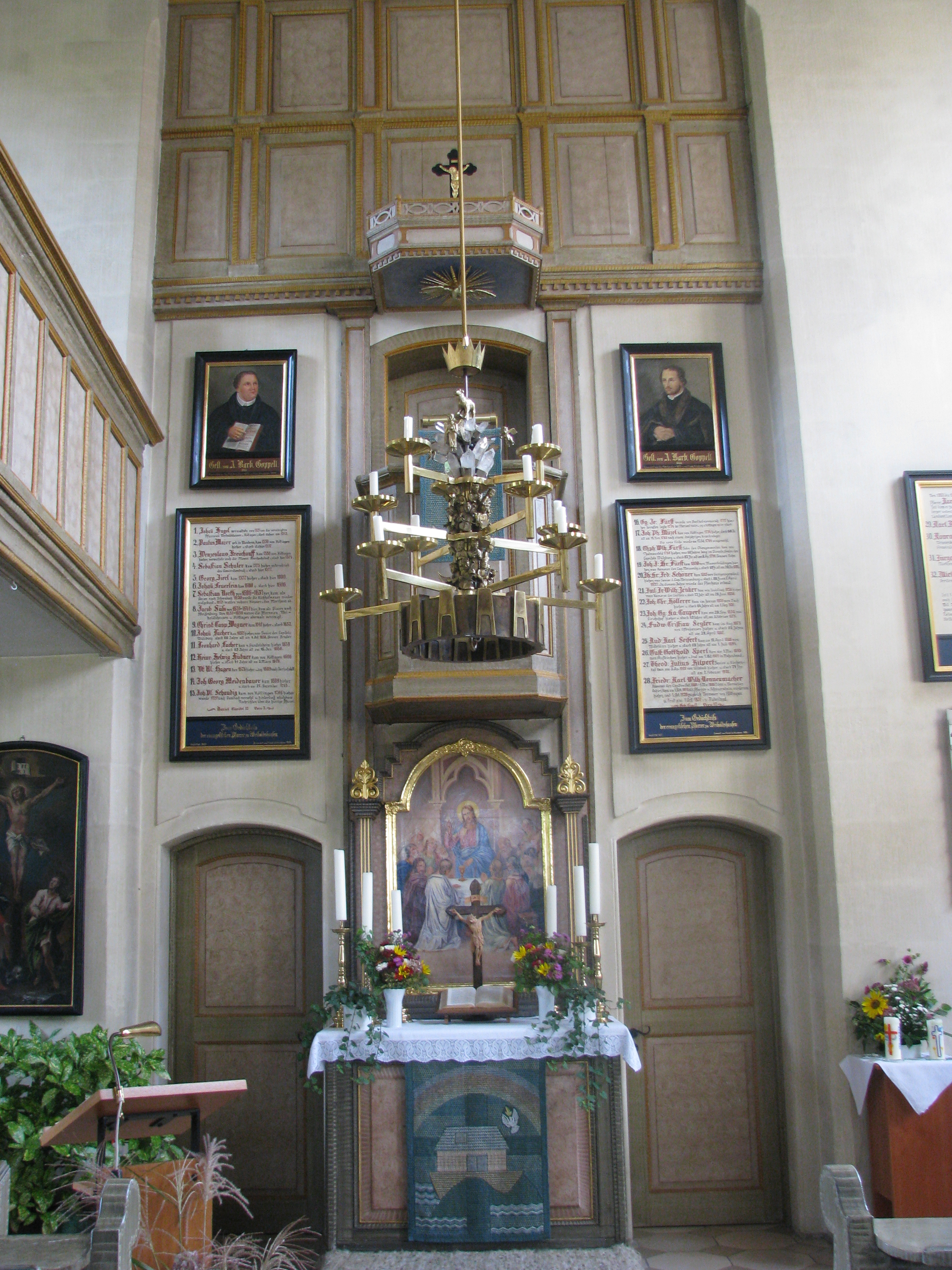
Kanzelaltar in der Pfarrkirche

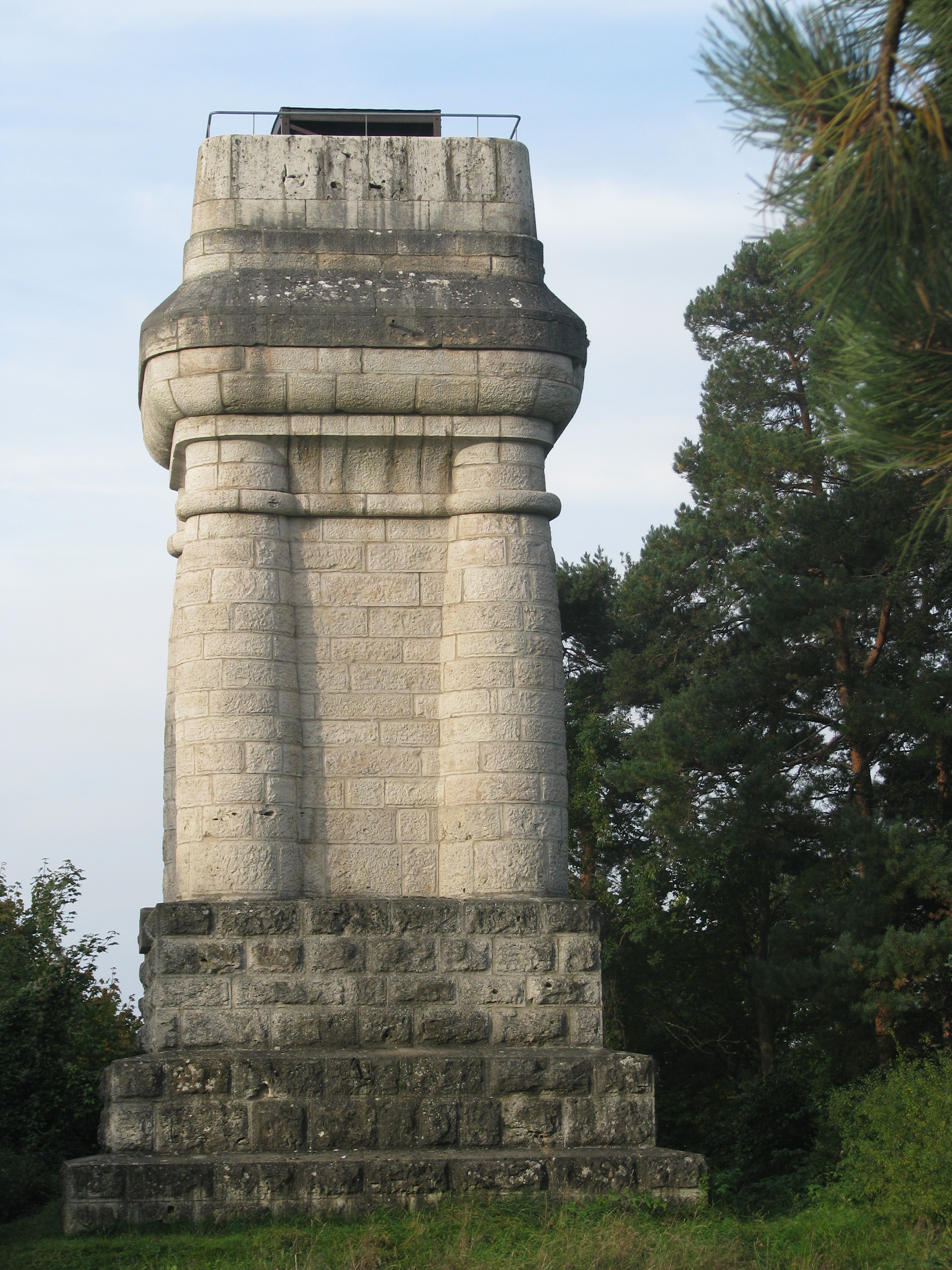
Bismarckturm

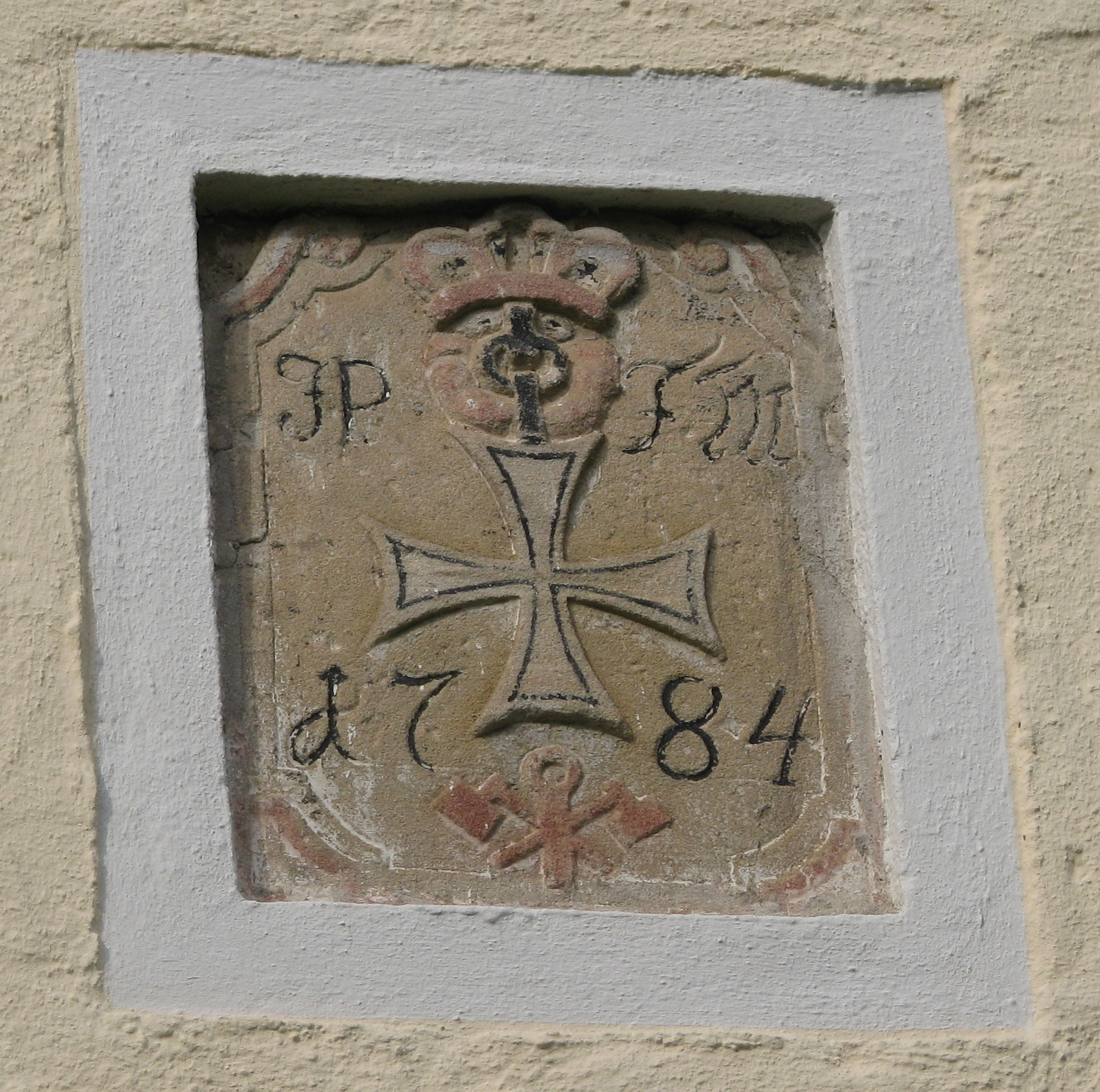
Deutschordens-Wappenstein am Haus Burgstraße 15 b

Das Pfarrdorf Weiboldshausen liegt umgeben von Wiesen und Feldern unweit der Nordgrenze der Fränkischen Alb, unweit südlich von Höttingen in der Verwaltungsgemeinschaft Ellingen. Der Ort liegt sowohl auf dem Gebiet des Naturparks Altmühltal als auch im Fränkischen Seenland. Die Nachbarorte sind (Im Uhrzeigersinn, beginnend mit Norden) Höttingen, Rohrbach, Niederhofen, Hagenbuch, Weißenburg in Bayern und Ellingen. Höttingen liegt nur wenige Hundert Meter nord bis nordöstlich von Weiboldshausen. Weißenburg liegt etwa zwei Kilometer Luftlinie in südwestlicher Richtung, Ellingen etwa einen Kilometer Luftstrecke in nordwestlicher Richtung. Im Westen liegt die Waldflur Hagenau, im Süden der 603 Meter hohe Rohrberg. Der Ort liegt im Tal des Felchbachs, der den Ort von Nordost nach Südwest durchfließt und der hier lokal auch als Schleifersbach bezeichnet werden kann. Im Osten liegen die Quellen mehrerer kleinerer Fließgewässer, darunter des Frommbachs. Unweit südlich verläuft die Gemeindegrenze zur Großen Kreisstadt Weißenburg, unweit nördlich die Gemeindegrenze zur Stadt Ellingen. Durch den Ort verläuft der 11. Längengrad.
Hauptstraße des Ortes ist die von Weißenburg nach Höttingen verlaufende Kreisstraße WUG 18. Diese verbindet den Ort mit den nahen, südlich verlaufenden Bundesstraßen 2 und 13, die sich hier innerhalb eines kurzen Streckenabschnitts überlagern. Ferner verbindet die WUG 18 den Ort mit der Staatsstraße 2389. Eine Gemeindeverbindungsstraße führt nach Ellingen.

## Geschichte
Weiboldshausen ist erstmals in der ersten Hälfte des 12. Jahrhunderts als „curia (= Hof) Wicpotonis“ erwähnt, als Siedlung bei dem Hof des Wicpoto, wobei Hof wahrscheinlich ein befestigtes Haus, also einen Edelsitz meint. Bei dem Sitz wird dann die Siedlung entstanden sein. 1239 wird „Husen“ in einem päpstlichen Schutzprivileg für das Kloster Rebdorf genannt, 1250 in einem weiteren päpstlichen Schutzprivileg, und zwar für das Benediktinerkloster Wülzburg, worin das Besetzungsrecht der Pfarrei als Besitz des Klosters bestätigt wird. Von den Ortsadeligen ist 1130/40 ein Rodulfus de „Husen“ erwähnt, 1265 ein Henricus „de Domo“, 1291 und 1293 ein Wipoto de Husen, 1323 ein Weippot von Hausen, auf einem Grabstein an der Kirche von 1427 Hans von Husen. Diese Herren von Husen/Hausen waren seit 1292 Lehensmänner des Nürnberger Burggrafen. Ihr Wappen ist eine goldene Hirschkuh auf blauem Schild (siehe Wappenstein an der Kirche in Weiboldshausen). Seit 1318 lassen sich die Pfarrer namentlich nachweisen. 1473 kaufte die Ballei Franken des Deutschen Ordens in Ellingen von Stephan Großen, Landvogt von Höchstetten, den Burgstall und Güter zu Weiboldshausen mit allen Rechten; den großen und kleinen Zehent des Dorfes hatte der Deutsche Orden bereits 1337 dem Kloster Wülzburg gegeben. Zu Weiboldshausen gehörte die Filialkirche Höttingen, die Trennung wurde am 12. Juli 1482 durch den Bischof von Eichstätt durchgeführt. Im Jahr 1528, noch vor der Confessio Augustana von 1530, wurde in Weiboldshausen durch die Ansbacher Markgrafen die Reformation eingeführt. Der erste evangelische Pfarrer, Johann Hugel († 1545), der auf dem Kloster Wülzburg seinen Sitz hatte, betreute neben Höttingen auch Weiboldshausen. 1590 wurden in Weiboldshausen Hexenverfolgungen durchgeführt: Acht Frauen gerieten in Hexenprozesse und wurden in Ellingen hingerichtet. Um 1800 gehörten 40 Untertanen des Ortes dem Deutschen Orden, drei dem Ansbacher Markgrafen. Am Ende des Alten Reiches bestand Weiboldshausen aus 42 Anwesen; dem Stiftsamt Wülzburg unterstanden das Pfarrhaus, das Schulhaus, ein Halbhof, ein Hofgut und ein Selden, dem Oberamt Ellingen des Deutschen Ordens das Wirtshaus, die Mühle, zwei Höfe, drei Halbhöfe, zwei Güter, zwölf Selden, 15 Kleingüter und Häuser sowie das Gemeindehirtenhaus. Die Hochgerichtsbarkeit war geteilt: Sie gehörte links der Dorfstraße dem brandenburgischen Oberamt Gunzenhausen, rechts der Dorfstraße und auf brandenburgischer Seite inner Ettern dem Deutschen Orden. Die Dorfgerichtsbarkeit und der Kirchweihschutz waren Rechte des Oberamtes Ellingen.
Mit der Rheinbundakte fiel der Ort 1806 an das Königreich Bayern. Mit dem Gemeindeedikt 1808/1818 entstand der Steuerdistrikt bzw. die spätere Ruralgemeinde Weiboldshausen, zu der anfangs auch Fiegenstall, Höttingen und Oberndorf gehörten, die jedoch 1818 wieder ausgemeindet wurden. Der Steuerdistrikt lag im Landgericht und Rentamt Weißenburg; ab 1815 gehörte er zum Herrschaftsgericht Ellingen des Feldmarschalls Fürsten Wrede und ab 1852 zum Landgericht Ellingen. Im Jahre 1846 sind in Weiboldshausen 51 Häuser, 48 Familien und 242 Einwohner verzeichnet. 1871/1873 lebten im Ort in 98 Gebäuden 234 Menschen mit 15 Pferden und 266 Rindern.
Am 1. Mai 1978 wurde die Gemeinde Weiboldshausen aufgelöst. Der Hauptort wurde in die Gemeinde Höttingen eingegliedert. Der Gemeindeteil Hagenbuch kam zur Kreisstadt Weißenburg. Zum Altort gesellte sich ab den 1970er Jahren ein Siedlungsgebiet im Westen.

### Einwohnerentwicklung
Gemeinde Weiboldshausen (einschließlich aller damaligen Gemeindeteile)
- 1824: 242 Einwohner[17]
- 1871: 255 Einwohner[19]
- 1885: 270 Einwohner[21]
- 1900: 269 Einwohner[22]
- 1910: 302 Einwohner[23]
- 1925: 285 Einwohner[24]
- 1933: 257 Einwohner[25]
- 1939: 254 Einwohner[25]
- 1950: 415 Einwohner[26]
- 1961: 369 Einwohner mit 80 Wohngebäuden[27]
- 1970: 534 Einwohner[28]

Ort Weiboldshausen
- 1824: 226 Einwohner mit 50 Häusern[17]
- 1846: 334 Einwohner mit 64 Häusern[29]
- 1950: 406 Einwohner mit 54 Häusern[17]
- 1871: 234 Einwohner mit 98 Gebäuden[19]
- 1885: 258 Einwohner mit 40 Gebäuden[21]
- 1900: 233 Einwohner mit 53 Wohngebäuden[22]
- 1925: 266 Einwohner mit 58 Wohngebäuden[24]
- 1950: 406 Einwohner mit 54 Wohngebäuden[26]
- 1961: 359 Einwohner mit 78 Wohngebäuden[27]
- 1970: 523 Einwohner[28]
- 1978: 283 Einwohner[30]
- 1987: 329 Einwohner mit 87 Wohngebäuden[31]

## Baudenkmäler
Im Ort befindet sich die evangelische St.-Nicolai-Kirche, die im Jahr 1760 von Johann David Steingruber entworfen wurde. Die Vorgängerkirche wurde 1750 wegen Baufälligkeit abgerissen. An der gleichen Stelle erfolgte von 1761 bis 1764 der Bau des Langhauses. Das Taufbecken ist mit 1773 bezeichnet. 1820 wurde der Kanzelaltar eingebaut; die Abendmahl-Darstellung entstand um 1750.
Auf dem Grund der Gemarkung Weiboldshausen liegt der 1911 errichtete Bismarckturm der Stadt Weißenburg. Ferner sind in die Bayerische Denkmalliste mehrere Wohngebäude als Baudenkmal eingetragen. Ebenfalls denkmalgeschützt sind ein Deutschordenswappenstein (Burgstraße 15b) von 1784 sowie eine Tafel (Hauptstraße 8) von 1721. Zu den Bodendenkmälern Weiboldshausens gehören mehrere Siedlungen vorgeschichtlicher Zeit sowie ein mittelalterlicher Burgstall, der sich heute inmitten eines überbauten Gebiets befindet.

## Infrastruktur, Religion, Bildung, Kultur
Aufgrund der geringen Größe Weiboldshausens gibt es im Ort keinerlei bzw. wenige Einkaufsmöglichkeiten, Behörden, Postämter, Arztpraxen oder Kultureinrichtungen. Die nächsten Geschäfte befinden sich in Höttingen, Ellingen und Weißenburg. Kirchlich ist die St.-Nicolai-Kirche Pfarrkirche der Pfarrei Weiboldshausen im Evangelisch-Lutherischen Dekanat Weißenburg. Die Weiboldshausener Katholiken gehören zur katholischen Kirchengemeinde St. Willibald in Weißenburg im Dekanat Weißenburg-Wemding im Bistum Eichstätt. Im Ort gibt es eine in privater Trägerschaft befindliche Montessori-Grundschule. Größter Sportverein im Ort ist die seit 1972 bestehende SpVgg Weiboldshausen.